# سیما ولی
سیما ولی (۷ آوریل ۱۹۵۱–۲۲ سپتامبر ۲۰۱۷) یکی از برجسته‌ترین مدافعان حقوق بشر افغانستان در جهان بود که به عنوان مبارز بین‌المللی برای آزادی‌ها و توانمند سازی جمعیت پناهندگان و آوارگان داخلی فعالیت می‌کرد. او مدیر ارشد اجرایی زنان پناهنده در حال توسعه (RefWID) بود، سازمان غیرانتفاعی جهانی که از حقوق مدنی زنان و دختران پناهنده گریخته از درگیری حمایت کرده و آنها را مجدداً به صورت عادلانه در جوامع ادغام می‌کند. همچنین وی معاون رئیس مؤسسه جهانی سیسترهود، اولین اتاق فکر فمینیستی جهان بود.
ولی گفت که تجربه شخصی او به عنوان پناهنده جنگ شوروی در افغانستان از جنگ برای دفاع از حقوق بشری که وجود نداشت الهام گرفته‌است. اظهارات وی در سازمان ملل، کنگره ایالات متحده و وزارت امور خارجه ایالات متحده منجر به اختصاص دادن میلیون‌ها دلار حمایت از سازمان‌های غیردولتی تحت هدایت زنان افغانستان و مشارکت زنان در دموکراسی نوپای افغانستان شد.
وی سخنرانی اصلی خودش را در سال ۲۰۰۲، در روز جهانی زن در سازمان ملل ایراد کرد. او در کنار دبیرکل سازمان ملل کوفی عنان، بانوی اول ایالات متحده لورا بوش و ملکه نور اردن سخنرانی کرد.
"بیش از بیست سال، من جهاد خودم را برای عدالت اجتماعی و صلح به راه انداخته‌ام، زیرا حقوق خواهران افغان من به طور سیستماتیک نقض شده‌است. تا آنجا که ما را به عنوان یک خارجی در کشور خودمان نشان می‌دهد. زنان افغان رنج زیادی برده‌اند، جنایات علیه بشریت و نیاز به اهرم‌های دیپلماتیک و مالی جامعه جهانی برای کمک به آنها در مبارزه برای بازپس‌گیری جایگاه شایسته‌شان در افغانستان و جامعه بین‌المللی است." -سیما ولی در سازمان ملل، ۲۰۰۲
وی در سالهای ۱۹۹۹ و ۲۰۰۹ سخنگوی فوردهال‌فورم بود و در میان بسیاری از رویدادهای معتبر و مؤسسات معتبر دیگر مانند پروژه انداختن دانش شرکت کرده‌است.

## تحصیلات
به سیما ولی به ترتیب در سال ۲۰۰۲ و ۲۰۰۳ توسط کالج اسمیت و دانشگاه شناندوآ درجه دکترای افتخاری اعطا شد. وی مدرک کارشناسی ارشد خود را در رشته روابط بین‌الملل از دانشکده خدمات بین‌المللی دانشگاه امریکن و لیسانس خود را در رشته مدیریت بازرگانی از دانشگاه کابل دریافت کرد.

## زندگی‌نامه
در سال ۲۰۰۱، سیما ولی تنها یکی از سه نماینده زن در توافق‌نامه بن در آلمان بود که توسط سازمان ملل متحد برگزار می‌شد، قرار بود تا این کنفرانس دولت جدید افغانستان را پس از سقوط طالبان تشکیل دهد. ۸ او هنگام سفر محمد ظاهرشاه به روم، به عنوان نماینده هیئت روم خدمت می‌کرد.
در این کنفرانس، نقش ولی در ایجاد وزارت امور زنان مهم بود، او اصرار داشت که همتایان مرد وی وزارت را به‌طور دائم در دولت جدید باید بگنجانند. وی سپس به عنوان وزیر آن وزارت معرفی شد، اما برای تمرکز بر فعالیت‌های بین‌المللی خود از این کار منصرف گردید. ولی در ادامه، سیما سمر را به سمت وزیر امور زنان معرفی کرد و همچنین زنان دیگری را برای خدمت در دولت موقت انتخاب کرد. وی اطمینان حاصل نمود تا زبان حساس به جنسیت در توافقنامه صلح لحاظ شده‌است.
"زنان باید فعالانه در مذاکرات صلح مشارکت داشته باشند. آنها به عنوان افراد غیرمخاص، بهترین توانایی را در ایجاد و حفظ فرهنگ صلح دارند. ما دیگر نمی‌توانیم تصمیمات حساس به جنسیت را تأیید کنیم زیرا آینده خود را تشکیل می‌دهیم." -سیما ولی در بن، آلمان، ۲۰۰۱

سیما ولی در ۶ دسامبر ۲۰۰۱ در صفحه اول روزنامه گاردین ظاهر می‌شود.

در همان سال، ولی به عنوان سازمان دهنده اصلی نشست زنان افغانستان برای دموکراسی در بروکسل، بلژیک، طی یک گردهمایی بی نظیر در نوع خود، به فعالیت پرداخت. این اجلاس با کمک "برابری اکنون"، UNIFEM، مشاور جنسیتی دبیرکل سازمان ملل متحد و ائتلافی از سازمان‌های زنان برگزار شد. ۳ طبق گزارش "برابری اکنون"، اجلاس زنان افغانستان "بیان تاریخی از آرزوها و آرزوهای دیرینه زنان افغان، همراه با لیستی از خواسته‌های مشخص برای اجرای فوری مربوط به بازسازی افغانستان پذیرفتند."۴
در ژوئن ۲۰۰۳، ولی در مأموریت حمایت از حقوق بشر در افغانستان توسط ریوتو شارما، بنیانگذار و مدیر اجرایی «ومن اج» همراه بود. این یکی از چندین سفری بود که ولی به وطن خود و اردوگاه‌های پناهجویان افغان در پاکستان انجام داد، جایی که ده‌ها سمینار آموزشی و توانمند سازی را رهبری کرد. ولی غالباً علیه «حاشیه سازی مداوم» زنان در جوامع پناهندگان و پس از جنگ صحبت می‌کرد و خواستار آموزش‌هایی می‌شد که به آنها کمک می‌کند رهبر شوند.
طبق سازمان غیردولتی دراپینگ نالج، "ولی در ایجاد برنامه با هدف توانمندسازی زنان آسیب دیده از درگیری، بازسازی نهادهای جامعه مدنی دموکراتیک پس از جنگ و حمایت از حقوق بشر از زنان و همتایان مرد آنها پیشگام بوده‌است."۵ در دهه ۱۹۹۰، ولی در حمایت از توسعه NGOها در بوسنی و کرواسی در طول جنگ یوگسلاوی آن زمان نقش مهمی را ایفا کرد.
وی همچنین در ایجاد شورای سیاستگذاری در مورد زنان افغان، ائتلافی از سازمانهای غیردولتی که برای ارتقا وضعیت زنان در افغانستان و اطمینان از دریافت کنندگان برابر صندوق‌های کمک به توسعه ایالات متحده در آنجا فعالیت می‌کند، نقشی اساسی داشت.
در حالی که وی در سال ۲۰۰۵ در جلال‌آباد افغانستان برای اجرای پروژه ایجاد دموکراسی در میان زنان بود، به سختی از دست طالبان، القاعده و شبه نظامیان پاکستانی نجات یافت. اگرچه او قبلاً از طرف طالبان تهدید به مرگ شده بود اما این نزدیکترین چیزی بود که او برای کشته شدن توسط نیروهای مخالف کارش به آن دیه بود.
از زمان صعود در اواسط دهه ۱۹۹۰، ولی مخالف سرسخت ایدئولوژی طالبان بود. وی در مجمع جهانی وضعیت در سال ۱۹۹۸ گفت:
"طالبان برای نگه‌داشتن زنان دور از جامعه فرهنگ و دین را به عنوان ابزار استفاده می‌کنند، اما در دین من چیزی وجود ندارد که نگهداری زنان در خانه، آموزش ندادن آنها، گرسنگی آنها و جلوگیری از معالجه پزشکی را از آنها بگیرند، بنابراین آنها می‌میرند. اسلام به ما یاد می‌دهد که از زنان مراقبت کنیم، بنابراین استدلال در مورد رفتار با زنان در افغانستان اشکالی ندارد زیرا این فرهنگ و دین ما یک بحث در خلا است."

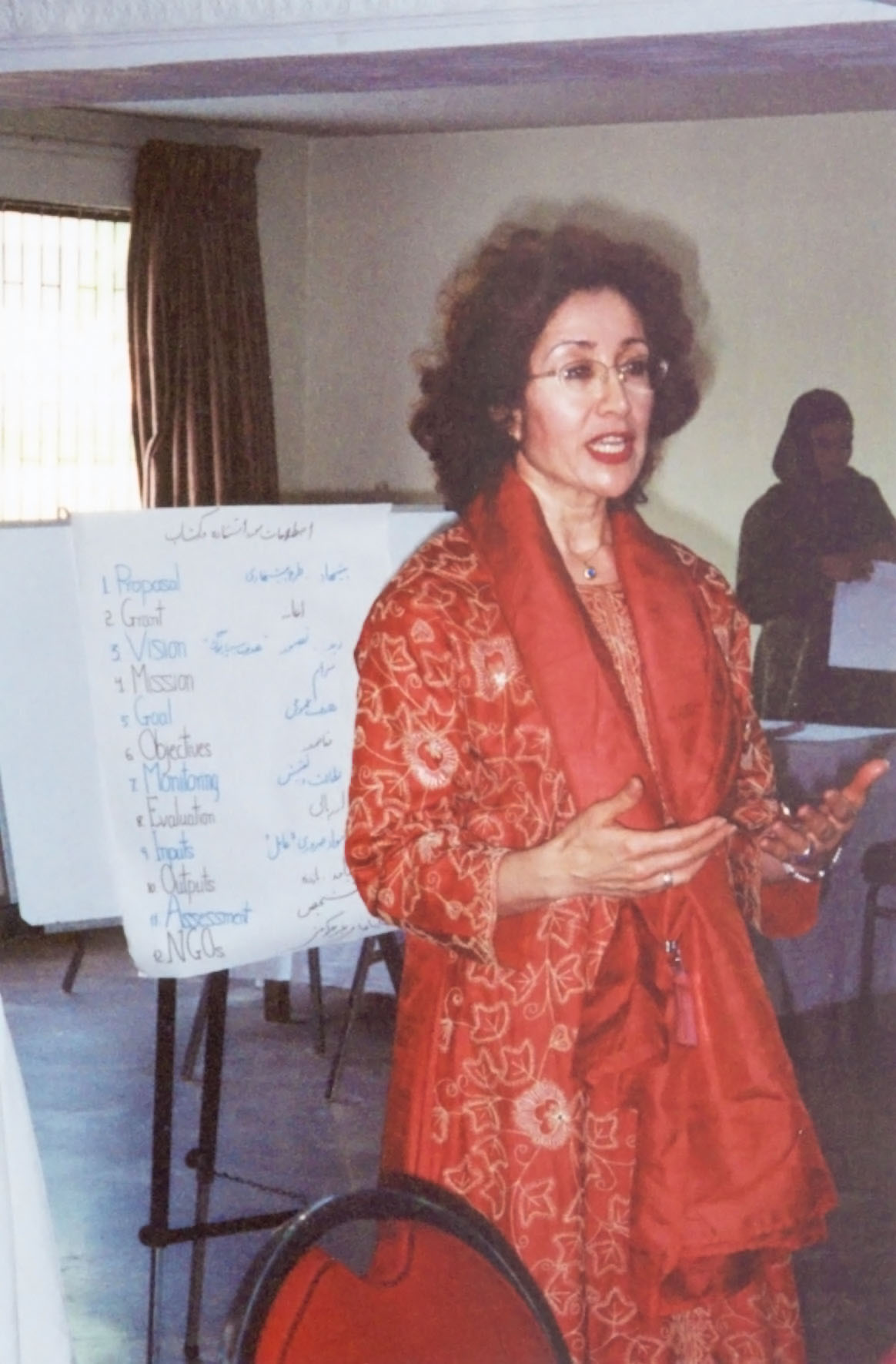
سیما ولی در سال ۱۹۹۸ سمینار آموزشی برای پناهندگان افغان را در اردوگاهی در پیشاور پاکستان هدایت می‌کند.

وی همچنین یک منتقد جسورانه نسبت به آنچه دولت آمریکا از افغانستان در فاصله ۱۲ سالی که جنگ اتحاد جماهیر شوروی در افغانستان به پایان رسید و حمله به رهبری آمریکا به افغانستان انجام شد، می‌باشد.
"ایالات متحده به ایجاد و حمایت از"مجاهدین" کمک کرد، متعصب‌ترین گروهی که سهم سلاح‌ها را از ایالات متحده گرفت این اساساً با تأمین بودجه جنگ نقش مهمی در وضعیت افغانستان بازی کرد و اکنون مسئولیت آن را بر عهده دارد. زنان و فرزندان افغان متحمل فشارهای سنگین شده‌اند، اما اکنون ایالات متحده باید از اهرم فشار خود برای دستیابی به صلح و ایجاد یک راه حل استفاده کند. "۷ -سیما ولی در سانفرانسیسکو، کالیفرنیا، ۱۹۹۸
نوشته‌های ولی در مجلات، روزنامه‌ها و کتاب‌های برجسته‌ای منتشر شده‌است. او در کتاب «زنان در تبعید» برخی از جزئیات دلهره آور فرار از افغانستان در سال ۱۹۷۸ را بیان می‌کند.
نوشته ولی، تحت عنوان تاریخ نامرئی: داستان ناگفته افغانستان با همکاری پل فیتزجرالد و الیزابت گولد را در ۲۰۰۹ نوشت. فیتزجرالد و گولد، فیلم مستند زن در تبعید برمی گردد: داستان سیما ولی را نیز تهیه کردند. این داستان بازگشت ولی پس از ۲۴ سال تبعید در اکتبر ۲۰۰۲ به کابل و کار وی برای کمک به تلاش‌های بازسازی را بازگو می‌کند. ولی در بسیاری از دانشگاه‌ها و مؤسسات سخنرانی کرده، کنفرانس‌هایی را رهبری کرده و در گردهمایی‌های شرکت کرده‌است که شامل سازمان ملل، کنگره ایالات متحده، وزارت امور خارجه آمریکا، عفو بین‌الملل، انجمن فورد هال، دانشکده حقوق دانشگاه ییل، دانشکده حقوق دانشگاه جورج واشینگتن، دانشگاه شمال شرقی، مرکز وودرو ویلسون، شورای اخلاقی کارنگی در امور بین‌الملل و پروژه دانش انداختن است.
وی در برنامه‌های مختلف خبری در سی‌ان‌ان، سی‌بی‌اس نیوز، ای‌بی‌سی نیوز، فاکس نیوز، الجزیره، ان‌پی‌آر و سی‌بی‌سی مصاحبه و در برنامه‌های خبری مختلفی حضور داشته‌است.
ولی قبل از تبعید به ایالات متحده در سال ۱۹۷۸، در سفارت آمریکا در کابل کار می‌کرد.
ولی در ۲۲ سپتامبر ۲۰۱۷ در فالز چرچ، ویرجینیا در اثر بیماری آتروفیات چند سیستمه در سن ۶۶ سالگی درگذشت.

## وظایف
- متخصص فنی ارشد، PADCO و ای‌کام، پروژه معیشت جایگزین در بدخشان، افغانستان (۲۰۰۵–۲۰۰۶)
- مشاور، آژانس توسعه بین‌المللی ایالات متحده، رهبری عفو بین‌الملل و سازمان‌های مردم‌نهاد (۲۰۰۳)
- مشاور، بین‌المللی زنان برای زنان (۱۹۹۷–۲۰۰۳)
- مشاور، وزارت بهداشت و خدمات انسانی ایالات متحده، دفتر اسکان مجدد پناهندگان، گروه ویژه زنان پناهنده در مورد برنامه‌ها و سیاست‌های مربوط به برنامه‌های زنان پناهنده داخلی (۲۰۰۲)
- مشاور، کمیساریای عالی سازمان ملل متحد برای پناهندگان در مورد برنامه‌ها و سیاست‌های توسعه زنان پناهنده و آواره (۲۰۰۱)
- مشاور، بخش سازمان ملل متحد در مورد پیشرفت زنان در تهیه برنامه‌ها و سیاست‌های حساس به جنسیت برای زنان ریشه کن شده و زنان و دختران که دچار تغییرات اساسی مدنی و سیاسی هستند (۲۰۰۰)
- هیئت مدیره و مشاور مرکز آسیب‌های پناهندگان دانشگاه هاروارد در مورد پروژه‌های توسعه، سیاست‌ها و شیوه‌های تأثیرگذار بر زنان در جوامعی که دچار تحولات سیاسی-اجتماعی شده‌اند (۱۹۸۷–۱۹۸۹، ۲۰۰۰)
- مشاور، فرستاده ویژه سازمان ملل در امور افغانستان و دولت نروژ در مورد مشورت ویژه در مورد افغانستان (۱۹۹۹)
- هیئت مدیره، صندوق آینده فرزندان ما (۱۹۹۵–۱۹۹۹)
- مشاور، انجمن توسعه یافته خلاق بین‌الملل، برنامه‌هایی در مورد جنسیت، حقوق بشر و مهاجرت‌های اجباری (۱۹۹۸)
- هیئت مدیره، کمیسیون زنان برای زنان۰ و کودکان پناهنده (۱۹۹۴–۱۹۹۹)

## جوایز
- عفو بین‌الملل، جایزه صندوق ژینتا ساگان (۱۹۹۹)[۱۴]
- کمیسیون زنان برای زنان و کودکان پناهنده، جایزه نگاه زنان (۱۹۹۲)
- شبکه اهدا کنندگان زن، جایزه زنان مدبر (۱۹۹۲)
- بنیاد میس برای زنان، جایزه نگاه زنان گلوریا استاینم (۱۹۸۹)[۱۵]
- کنفرانس ملی دانشجویی رهبری زنان، جایزه تمایز زنان (۱۹۸۸)
- بنیاد کلیرول، جایزه تیک چارج (۱۹۸۷)